# Lytarmes claripennis
Lytarmes claripennis là một loài tò vò trong họ Ichneumonidae.